# ميكو يختونين (لاعب هوكي جليد)
ميكو يختونين (بالفنلندية: Mikko Lehtonen)‏ هو لاعب هوكي جليد فنلندي، ولد في 16 يناير 1994 في توركو في فنلندا.

## وصلات خارجية
- ميكو يختونين (لاعب هوكي جليد) على موقع دوري الهوكي الوطني (الإنجليزية)
- ميكو يختونين (لاعب هوكي جليد) على موقع دوري الهوكي للقارات (الإنجليزية)
- ميكو يختونين (لاعب هوكي جليد) على موقع EliteProspects.com (الإنجليزية)
- ميكو يختونين (لاعب هوكي جليد) على موقع Eurohockey.com (الإنجليزية)
- ميكو يختونين (لاعب هوكي جليد) على موقع HockeyDB.com (الإنجليزية)
- ميكو يختونين (لاعب هوكي جليد) على موقع Hockey-Reference.com (الإنجليزية)
- ميكو يختونين (لاعب هوكي جليد) على موقع اللجنة الأولمبية الدولية (الإنجليزية)
- ميكو يختونين (لاعب هوكي جليد) على موقع أوليمبيديا (الإنجليزية)